# Тесла (јединица)
Тесла (симбол: T) јесте СИ изведена јединица за јачину магнетног поља (густину магнетног флукса). На Генералној конференцији тежина и мера у Паризу 1960. године, јединица је названа у част Николи Тесли, по предлогу словеначког инжењера електротехнике Франца Авчина. Вредност од једног тесле је једнака једном веберу по квадратном метру.
Најјача поља перманентних магнета која се срећу на Земљи су од Халбахових сфера и могу да буду преко 4,5 T. Рекорд за највише одрживо пулсно магнетно поље су произвели научници из Националне лабораторије Лос Аламос кампуса Националне лабораторије високог магнетног поља, прво магнетно поље од 100 тесла на свету. У септембру 2018. истраживачи из Универзитета у Токију генерисали су поље од 1200 T, које је трајало око 100 микросекунди користећи електромагнетне флукс компресионе технике.

## Дефиниција
{\displaystyle T={\frac {{\mbox{V}}\cdot {\mbox{s}}}{{\mbox{m}}^{2}}}={\frac {\mbox{Wb}}{{\mbox{m}}^{2}}}}
Према дефиницији датој у Међународном електротехником речнику (израз 05-25-035) се до магнетске индукције долази на основу силе {\displaystyle F\,} којој је изложен проводник дужине {\displaystyle l\,}, кроз који тече струја {\displaystyle I\,} у пољу густине магнетног флукса {\displaystyle B\,}. Ова дефиниција води изражавању јединице индукције у Ђорђијевом систему са
{\displaystyle T={\frac {\mbox{N}}{{\mbox{A}}\cdot {\mbox{m}}}}}
а могуће је представити и искључиво са основним СИ јединицама као
{\displaystyle T={\frac {\mbox{kg}}{{\mbox{s}}^{2}\cdot {\mbox{A}}}}}
што се изузетно ретко користи.
Ознака јединице (T), као и код свих других СИ јединица које су назване по именима познатих научника пише се великим словом, док се назив пише малим почетним словом (тесла), осим ако се не налази на почетку реченице.

## Историја
Идеја за давање назива јединици за магнетну индукцију по Николи Тесли се јавила када је технички комитет бр. 24 за електричне и магнетне величине и јединице, тело међународне асоцијације стручних удружења, после првог послератног заседања 1950. године у Паризу националним комитетима упутило допис да размотре да ли да се јединици магнетне индукције уместо „вебер по квадратном метру“ додели име неког научника. Професори Електротехничког факултета у Београду, Павле Миљанић и Александар Дамјановић подносе предлог да јединица добије име тесла. Комитет експерата је 30. јуна 1953. у Опатији дала задужење професору Миљанићу да састави образложење које ће бити упућено националним комитетима. На основу ових одговора је Технички комитет 24 у Филаделфији 1. септембра 1954. године предложио резолуцију да Међународна електротехничка комисија препоручује усвајање назива „тесла“ за јединицу густине магнетног флукса у Ђорђијевом систему. Акциони комитет на заседању у Минхену прослеђује ову препоруку Међународном комитету за тегове и мере.
Међународни комитет за тегове и мере на заседању које је трајало шест дана од 1. до 6. октобра 1956. године доноси предлог одлуке о усвајању нове јединице мере Ђорђијевог система 11. Генералној конференцији за тегове и мере. Једанаеста Генерална конференција за тегове и мере је одржана у Паризу од 11. до 20. октобра 1960. године. Присуствовале су делегације 34 државе потписнице Метарске конвенције. По традицији је председавао председник Академије наука Француске Емил-Жорж Баријон. Прихватање нове јединице мере је извршено гласањем, после бурне расправе, у којој је са 18 гласова за, 1 против и 11 уздржаних нова јединица за магнетну индукцију постао тесла. На овој конференцији је нови систем мера добио назив СИ, а јединица мере за силу је постао њутн.
Овом одлуком се Никола Тесла, Србин из Лике и члан Српске академије наука, заслужено прикључио реду бесмртника на пољу науке и технике, као што су Њутн, Фарадеј, Келвин, Ампер, Волта, Херц, Хенри, Ват и други.— проф. Војин Поповић

### Примери
- у свемиру, магнетна индукција је између 10−10 T и 10−8 T
- у Земљином магнетском пољу на географској ширини од 50° је 5,8 · 10−5 T, а на екватору (0° географске ширине) је 3,1 · 10−5 T
- у магнетском пољу потковичастог магнета је 0,001 T
- у медицини, на магнетној резонанцији износи до 3 T за стандардне прегледе и до 12 T за истраживања[7]
- У спектрометрима за нуклеарна магнетна резонанција износи до 21 T
- на сунчевим пегама је 10 T
- најјаче стално магнетско поље постигнуто је у лабораторији (Флорида државни универзитет: Национална лабораторија за велика магнетна поља[8] у Талахасију) је 45 T[9]
- најјачи пулс магнетног поља добијен недеструктивним методама у лабораторији (Коичи Киндо на Осака Универзитету[10]) је 80 T
- најјачи пулс магнетног поља (користећи експлозивне методе) у лабораторији (Саров, Русија) је 2800 T
- на неутронској звезди је од 106 T до 108 T
- на магнетару је од 108 до 1011 T
- највећа теоретска јачина поља за неутронску звезду, и тиме за све макроскопске појаве, је 1013 T
- највеће поље субмикродимензија 2·10−14 м, од 8·1014 T постигнуто је у Релативистичком сударачу тешких јона у Брукхевенској националној лабораторији приликом судара два атомска језгра злата
- године 2008. Велики хадронски сударач у ЦЕРН-у у околини честица које се сударају постизаће поља од 2·1016 T[11]

Следећи примери су наведени у растућем редоследу јачине магнетног поља.
- 3,2×10−5 T (31,869 μT) – јачина Земљиног магнетног поља на 0° географске ширине, 0° географске дужине
- 4×10−5 T (40 μT) – ходање испод високонапонског далековода[12]
- 5×10−3 T (5 mT) – јачина типичног магнета за фрижидер
- 0,3 T – јачина сунчевих пега
- 1,25 T – густина магнетног флукса на површини неодимијумског магнета
- 1 T до 2,4 T – размак завојнице типичног магнета за звучник
- 1,5 T до 3 T – јачина медицинских система за магнетну резонанцу у пракси, експериментално до 17 T[13]
- 4 T – јачина суперпроводног магнета изграђеног око CMS детектора у CERN-у[14]
- 5,16 T – снага специјално дизајнираног Халбаховог низа на собној температури[15]
- 8 T – јачина LHC магнета
- 11,75 T – јачина INUMAC магнета, највећег MRI скенера[16]
- 13 T – јачина суперпроводног ITER магнетног система[17]
- 14,5 T – највећа јачина магнетног поља икада забележена за магнет за управљање акцелератором у Фермилабу[18]
- 16 T – јачина магнетног поља потребна за левитацију жабе[19] (дијамагнетном левитацијом воде у њеним телесним ткивима) према Иг Нобеловој награди за физику 2000.[20]
- 17,6 T – најјаче поље заробљено у суперпроводнику у лабораторији од јула 2014.[21]
- 27 T – максималне јачине поља суперпроводних електромагнета на криогеним температурама
- 35,4 T – тренутни (2009) светски рекорд за суправодљиви електромагнет у позадинском магнетном пољу[22]
- 45 T – тренутни (2015) светски рекорд за магнете са континуалним пољем[22]
- 97,4 T – најјаче магнетно поље које производи „недеструктивни“ магнет[23]
- 100 T – приближна јачина магнетног поља типичне звезде белог патуљка
- 1200 T – поље, које траје око 100 микросекунди, формирано техником компресије електромагнетног флукса[3]
- 109 T – Швингерова граница изнад које се очекује да само електромагнетно поље постане нелинеарно
- 108 – 1011 T (100 MT – 100 GT) – опсег магнетне јачине магнетарних неутронских звезда

Геофизика користи не-СИ јединицу која се зове гама; 1 γ = 10  -9  T.
ЦГС јединица је гаус = 10−4 T